# Alhaji Kamara
Alhaji Kamara, né le 16 avril 1994 à Freetown en Sierra Leone, est un footballeur international sierraléonais qui joue actuellement au poste d'avant-centre au FC Midtjylland.

## Biographie

### En club
Alhaji Kamara est né à Freetown en Sierra Leone, et commence sa carrière au Kallon FC.
Le 26 novembre 2013, est annoncé le transfert d'Alhaji Kamara à l'IFK Norrköping. L'attaquant de dix-neuf ans s'engage pour un contrat de trois ans prenant effet au 1er janvier 2014. Le 22 février 2015, il réalise son premier doublé pour le club, à l'occasion d'une rencontre de coupe de Suède face au Norrby IF, contribuant à la large victoire de son équipe (0-4). Le 19 octobre de la même année il réalise son premier doublé en championnat face à l'IF Elfsborg, cela ne suffit cependant pas à son équipe qui s'incline ce jour-là (3-2). Lors de la journée suivante, le 25 octobre face à l'Halmstads BK il réalise pareille performance, permettant cette fois aux siens de l'emporter (3-1 score final).
Le 31 mars 2015 il est prêté au Johor Darul Ta'zim.
Le 11 mai 2016, il s'engage en faveur de D.C. United.
Le 23 juin 2017, est annoncé le transfert d'Alhaji Kamara au club saoudien d'Al-Taawoun.
Le 19 février 2019 il rejoint librement le Vendsyssel FF, au Danemark. Kamara joue son premier match en faveur de son nouveau club le 3 mars 2019, face à l'AGF Aarhus, lors d'une rencontre de Superligaen. Il entre en jeu en cours de partie ce jour-là, et inscrit de la tête son premier but, sur un service de Jón Dagur Þorsteinsson. Il permet ainsi à son équipe d'obtenir le point du match nul (2-2 score final).
Le 15 mai 2019, est annoncé le transfert d'Alhaji Kamara au Randers FC.
Kamara inscrit son premier but pour Randers le 6 octobre 2019, lors d'une rencontre de championnat face à l'AGF Aarhus. Il entre en jeu à la place de Marvin Egho et son équipe l'emporte par deux buts à zéro.

### En sélection
Alhaji Kamara honore sa première sélection avec l'équipe nationale de Sierra Leone le 29 février 2012, contre Sao Tomé-et-Principe. Il se met immédiatement en évidence en inscrivant son premier but, toutefois il ne peut empêcher la défaite de son équipe sur le score de deux buts à un.
Le 13 octobre 2015, il marque son deuxième but, contre le Tchad. Ce match gagné 2-1 rentre dans le cadre des éliminatoires du mondial 2018. Il ne joue plus ensuite avec la sélection pendant cinq ans. Pour son retour, le 13 novembre 2020, il s'illustre en étant l'auteur d'un doublé contre le Nigeria, permettant à son équipe de faire match nul (4-4).
En janvier 2022, Kamara est retenu par le sélectionneur John Keister pour participer à la coupe d'Afrique des nations.